# Vörösalma
Vörösalma (szlovákul: Červenica pri Sabinove, korábban Jablonov) falu Szlovákiában, az Eperjesi kerület Kisszebeni járásában.

## Fekvése
Kisszebentől 7 km-re északnyugatra, a Tarca bal partján fekszik.

## Története
A település az 1270-es években keletkezett. Első ismert birtokosa az a Cyze nevű nemes volt, aki V. Istvántól kapta a birtokot adományként. 1278-ban „Weresalma” alakban említik először IV. László adománylevelében, melyben a Tekul nemzetségnek és Budun fia Andrásnak adott itt birtokot. 1285-ben IV. László király megerősíti „terra Werusalma” birtokában Cyze fia Istvánt. 1288-ban a birtok egy részét az Aba nembeli Péter fia György szerezte meg. 1296-ban Rikolf fiai Kakas és János szereztek itt birtokot, melyet 1306-ban megosztottak egymás közt. 1315-ben „Verusalma folua” néven említik. Később a Tarczay család és a nagysárosi ágoston rend osztozott a birtokon, melynek okán 1345-ben vita volt a Tarczayak és a nagysárosi ágoston rendi szerzetesek között. 1427-ben 29 portája adózott. Hunyadi Mátyás 1468-ban kelt adománylevelében egyéb birtokok mellett Vörösalmát Tarczay Tamásnak adta. 1558-ban a Dessewffyek léptek birtokba a faluban. A 18. század elejétől Dessewffy Tamás, majd a Péchy családok tulajdonában állt a falu. Lakói gyümölcstermesztéssel, fuvarozással foglalkoztak. 1787-ben 40 házában 361 lakos élt.

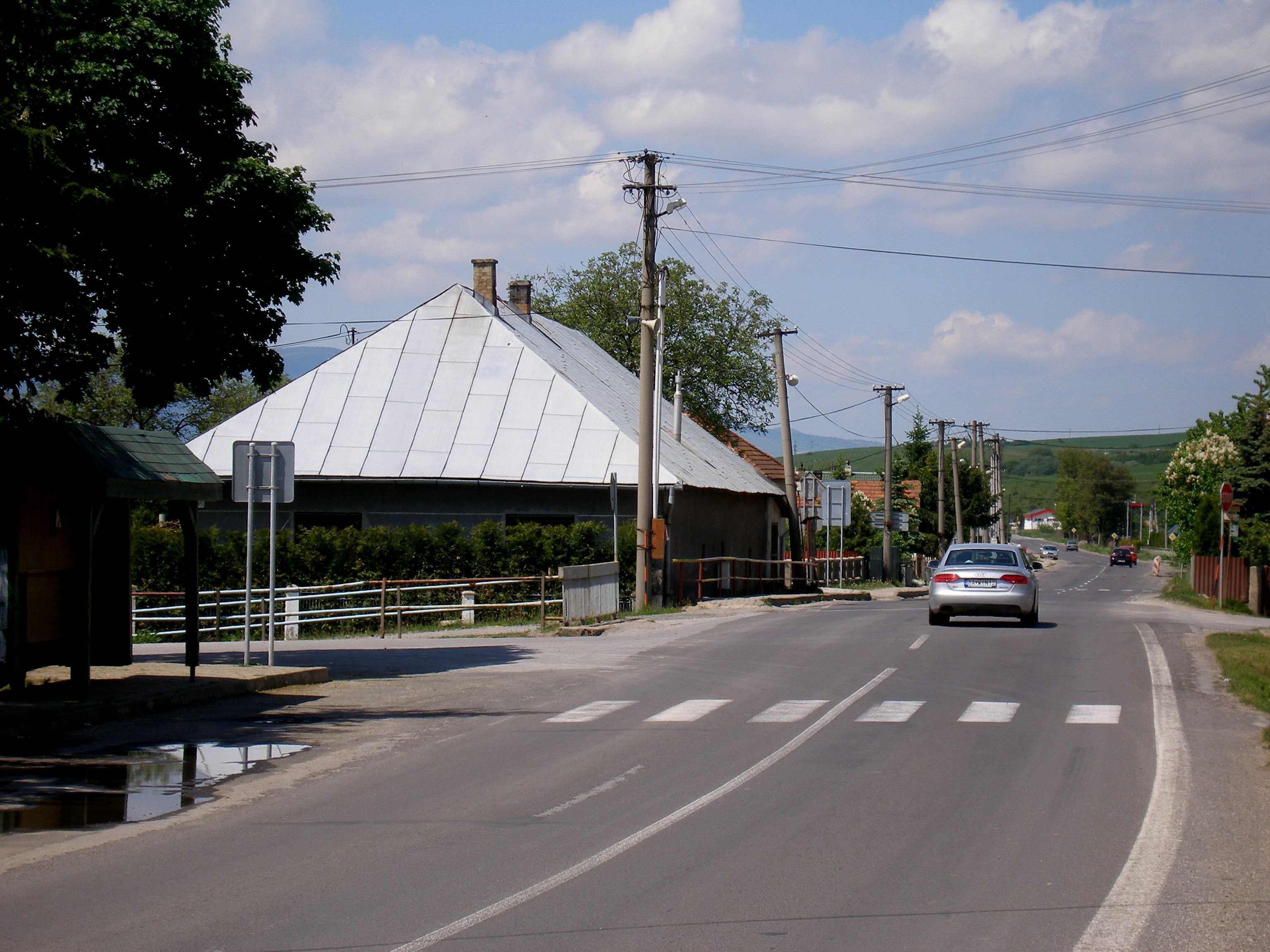
Utcarészlet

A 18. század végén Vályi András így ír róla: „Veres Alma, Jablonov. Elegyes falu, Sáros Vármegyében, lakosai katolikusok, fekszik Szeben Városához nem meszsze. Határja minden féle gabonát bőven terem, réttye, legelője a’ mennyi szűkséges, mivel erdeje tilalmas, fája nem igen van, piatzozásai nem messze, ’s keresetre jó módgyok Szebenben, mind kézi, mind pedig szekerezési munkával, melly vagyonnyaihoz képest első Osztálybéli.”
A 19. századtól a Szimayak birtoka.
Fényes Elek 1851-ben kiadott geográfiai szótárában így ír a faluról: „Vörösalma, Cervenika, Sáros v. tót f. Péch-Ujfaluhoz közel a gallicziai országutban: 325 romai, 26 g. kath., 1 evang., 15 zsidó lak. Erdő. Fűrészmalom. F. u. a Desewffy nemzetség. Ut. p. Eperjes.”
A trianoni diktátum előtt Sáros vármegye Kisszebeni járásához tartozott.
A háború után az itteni nagybirtokokat felparcellázták.

## Népessége
| Év:            | 1994. | 2004.    | 2014.   | 2024.    |
| -------------- | ----- | -------- | ------- | -------- |
| Emberek száma: | 711   | 788      | 846     | 969      |
| Eltérés:       |       | +10,82 % | +7,36 % | +14,53 % |

| Év:            | 2023. | 2024.   |
| -------------- | ----- | ------- |
| Emberek száma: | 965   | 969     |
| Eltérés:       |       | +0,41 % |

1910-ben 397, túlnyomórészt szlovák lakosa volt.
2001-ben 729 lakosából 723 szlovák volt.
2011-ben 824 lakosából 793 szlovák.

## Nevezetességei
- Római katolikus temploma eredetileg gótikus volt, 1600 körül reneszánsz stílusban építették át. Belsejét 1734-ben barokkizálták.
- A Dessewffy-kastély 1600 körül épült reneszánsz stílusban.